# Горошковка
Горо́шовка (укр. Горошківка) – село, расположенное на территории Городнянского района Черниговской области (Украина) на берегу реки Смячка. Расположено в 8 км на запад от райцентра Городни. Население — 87 чел. (на 2006 г.). Адрес совета: 15106, Черниговская обл., Городнянский р-он, село Гнездище, ул. Перемоги, 9, тел. 3-65-33. Ближайшая ж/д станция — Городня (линия Гомель-Бахмач), 12 км.